# Lista stacji i przystanków kolejowych w Toskanii
Jest to wykaz stacji kolejowych w Toskanii, własność Rete Ferroviaria Italiana, oddziału włoskiego państwowego przedsiębiorstwa Ferrovie dello Stato.

## Lista
| Stacja                                       | Położenie                 | Prowincja     | Kategoria |
| -------------------------------------------- | ------------------------- | ------------- | --------- |
| Albinia                                      | Albinia                   | Grosseto      | Silver    |
| Altopascio                                   | Altopascio                | Lucca         | Silver    |
| Antignano                                    | Livorno                   | Livorno       | Bronze    |
| Arbia                                        | Arbia                     | Siena         | Bronze    |
| Arezzo                                       | Arezzo                    | Arezzo        | Gold      |
| Asciano                                      | Asciano                   | Siena         | Bronze    |
| Asciano-Monte Oliveto Maggiore               | Asciano                   | Siena         | Silver    |
| Aulla Lunigiana                              | Aulla                     | Massa-Carrara | Silver    |
| Badesse                                      | Badesse                   | Siena         | Bronze    |
| Bagni di Lucca                               | Bagni di Lucca            | Lukka         | Bronze    |
| Barberino di Val d’Elsa                      | Barberino di Val d’Elsa   | Florencja     | Bronze    |
| Barga-Gallicano                              | Barga                     | Lucca         | Bronze    |
| Biagioni-Lagacci                             | Biagioni di Granaglione   | Pistoia       | Bronze    |
| Biforco                                      | Biforco                   | Florencja     | Bronze    |
| Bolgheri                                     | Bolgheri                  | Livorno       | Bronze    |
| Borgo a Buggiano                             | Borgo a Buggiano          | Pistoia       | Bronze    |
| Borgo a Mozzano                              | Borgo a Mozzano           | Lukka         | Bronze    |
| Borgo San Lorenzo                            | Borgo San Lorenzo         | Florencja     | Silver    |
| Borgo San Lorenzo-Rimorelli                  | Borgo San Lorenzo         | Florencja     | Bronze    |
| Bucine                                       | Bucine                    | Arezzo        | Bronze    |
| Buonconvento                                 | Buonconvento              | Siena         | Bronze    |
| Calenzano                                    | Calenzano                 | Florencja     | Silver    |
| Camaiore Lido-Capezzano                      | Camaiore                  | Lucca         | Bronze    |
| Campiglia Marittima                          | Campiglia Marittima       | Livorno       | Silver    |
| Campomigliaio                                | Campomigliaio             | Florencja     | Bronze    |
| Camporgiano                                  | Camporgiano               | Lukka         | Bronze    |
| Camucia-Cortona                              | Cortona                   | Arezzo        | Silver    |
| Capalbio                                     | Capalbio                  | Grosseto      | Silver    |
| Carrara-Avenza                               | Carrara                   | Massa-Carrara | Silver    |
| Cascina                                      | Cascina                   | Pisa          | Silver    |
| Casino di Terra                              | Guardistallo              | Pisa          | Bronze    |
| Castagneto Carducci-Donoratico               | Castagneto Carducci       | Livorno       | Silver    |
| Castagno                                     | Castagno                  | Pistoia       | Bronze    |
| Castelfiorentino                             | Castelfiorentino          | Florencja     | Silver    |
| Castellina in Chianti-Monteriggioni          | Castellina in Chianti     | Siena         | Silver    |
| Castelnuovo Berardenga                       | Castelnuovo Berardenga    | Siena         | Bronze    |
| Castelnuovo di Garfagnana                    | Castelnuovo di Garfagnana | Lukka         | Silver    |
| Castelvecchio Pascoli                        | Castelvecchio Pascoli     | Lukka         | Bronze    |
| Castiglion Fiorentino                        | Castiglion Fiorentino     | Arezzo        | Silver    |
| Castiglioncello                              | Casriglioncello           | Livorno       | Silver    |
| Cecina                                       | Cecina                    | Livorno       | Silver    |
| Certaldo                                     | Certaldo                  | Florencja     | Silver    |
| Chiusi-Chianciano Terme                      | Chiusi                    | Siena         | Silver    |
| Civitella Paganico                           | Civitella Paganico        | Grosseto      | Bronze    |
| Compiobbi                                    | Compiobbi                 | Florencja     | Bronze    |
| Contea-Londa                                 | Londa                     | Florencja     | Silver    |
| Corbezzi                                     | Corbezzi                  | Pistoia       | Bronze    |
| Crespino del Lamone                          | Crespino del Lamone       | Florencja     | Bronze    |
| Dicomano                                     | Dicomano                  | Florencja     | Silver    |
| Diecimo-Pescaglia                            | Pescaglia                 | Lukka         | Bronze    |
| Empoli                                       | Empoli                    | Florencja     | Gold      |
| Equi Terme                                   | Equi Terme                | Massa-Carrara | Bronze    |
| Fiesole-Caldine                              | Fiesole                   | Florencja     | Bronze    |
| Figline Valdarno                             | Figline Valdarno          | Florencja     | Silver    |
| Filattiera                                   | Filattiera                | Massa-Carrara | Bronze    |
| Firenze Campo di Marte                       | Florencja                 | Florencja     | Gold      |
| Firenze Castello                             | Florencja                 | Florencja     | Silver    |
| Firenze Le Cure                              | Florencja                 | Florencja     | Bronze    |
| Firenze Le Piagge                            | Florencja                 | Florencja     | Silver    |
| Firenze Porta al Prato                       | Florencja                 | Florencja     | Silver    |
| Firenze Rifredi                              | Florencja                 | Florencja     | Gold      |
| Firenze Rovezzano                            | Florencja                 | Florencja     | Silver    |
| Firenze San Marco Vecchio                    | Florencja                 | Florencja     | Silver    |
| Firenze Santa Maria Novella                  | Florencja                 | Florencja     | Platinum  |
| Firenze Statuto                              | Florencja                 | Florencja     | Silver    |
| Fivizzano-Gassano                            | Fivizzano                 | Massa-Carrara | Bronze    |
| Fivizzano-Rometta-Soliera                    | Fivizzano                 | Massa-Carrara | Bronze    |
| Follonica                                    | Follonica                 | Grosseto      | Silver    |
| Fornaci di Barga                             | Fornaci                   | Lukka         | Bronze    |
| Forte dei Marmi-Seravezza-Querceta           | Forte dei Marmi           | Lukka         | Silver    |
| Fosciandora-Ceserana                         | Fosciandora               | Lukka         | Bronze    |
| Gavorrano                                    | Gavorrano                 | Grosseto      | Bronze    |
| Ghivizzano-Coreglia                          | Ghivizzano                | Lukka         | Bronze    |
| Gragnola                                     | Fosciandora               | Massa-Carrara | Bronze    |
| Granaiolo                                    | Castelfiorentino          | Florencja     | Bronze    |
| Grosseto                                     | Grosseto                  | Grosseto      | Gold      |
| Il Neto                                      | Sesto Fiorentino          | Florencja     | Bronze    |
| Incisa                                       | Incisa in Val d’Arno      | Florencja     | Silver    |
| Lastra a Signa                               | Lastra a Signa            | Florencja     | Silver    |
| Laterina                                     | Laterina                  | Arezzo        | Bronze    |
| Livorno Centrale                             | Livorno                   | Livorno       | Gold      |
| Lucca                                        | Lukka                     | Lukka         | Gold      |
| Marradi-Palazzuolo sul Senio                 | Marradi                   | Florencja     | Silver    |
| Massa Centro                                 | Massa                     | Massa-Carrara | Silver    |
| Massarosa-Bozzano                            | Massarosa                 | Lukka         | Bronze    |
| Minucciano-Pieve-Casola                      | Minucciano                | Massa-Carrara | Bronze    |
| Molino del Pallone                           | Molino del Pallone        | Pistoia       | Bronze    |
| Montale-Agliana                              | Montale                   | Pistoia       | Silver    |
| Monte Antico                                 | Monte Antico              | Grosseto      | Bronze    |
| Montecarlo-San Salvatore                     | Montecarlo                | Pistoia       | Bronze    |
| Montecatini Centro                           | Montecatini Terme         | Pistoia       | Silver    |
| Montecatini Terme-Monsummano                 | Montecatini Terme         | Pistoia       | Silver    |
| Montelupo-Capraia                            | Montelupo Fiorentino      | Florencja     | Silver    |
| Montepescali                                 | Montepescali              | Grosseto      | Bronze    |
| Montepulciano                                | Montepulciano             | Siena         | Silver    |
| Monteroni d’Arbia                            | Monteroni d’Arbia         | Siena         | Bronze    |
| Montevarchi-TerranuovaMontevarchi-Terranuova | Montevarchi               | Arezzo        | Silver    |
| Monzone-Monte dei Bianchi-Isolano            | Monzone                   | Massa-Carrara | Bronze    |
| Murlo                                        | Murlo                     | Siena         | Bronze    |
| Navacchio                                    | Navacchio                 | Piza          | Bronze    |
| Nozzano                                      | Nozzano                   | Lukka         | Bronze    |
| Orbetello-Monte Argentario                   | Orbetello                 | Grosseto      | Silver    |
| Pescia                                       | Pescia                    | Pistoia       | Silver    |
| Pian del Mugnone                             | Fiesole                   | Florencja     | Bronze    |
| Piazza al Serchio                            | Piazza al Serchio         | Lukka         | Silver    |
| Pietrasanta                                  | Pietrasanta               | Lukka         | Silver    |
| Piombino                                     | Piombino                  | Livorno       | Silver    |
| Piombino Marittima                           | Piombino                  | Livorno       | Silver    |
| Pisa Aeroporto                               | Piza                      | Piza          | Silver    |
| Pisa Centrale                                | Piza                      | Piza          | Platinum  |
| Pisa San Rossore                             | Piza                      | Piza          | Silver    |
| Pistoia                                      | Pistoia                   | Pistoia       | Gold      |
| Pistoia Ovest                                | Pistoia                   | Pistoia       | Bronze    |
| Poggibonsi-San Gimignano                     | Poggibonsi                | Siena         | Silver    |
| Poggio-Careggine-Vagli                       | Careggine                 | Lucca         | Bronze    |
| Pontassieve                                  | Pontassieve               | Florencja     | Silver    |
| Ponte a Elsa                                 | Ponte a Elsa              | Florencja     | Bronze    |
| Ponte a Moriano                              | Lucca                     | Lucca         | Bronze    |
| Ponte a Tressa                               | Ponte a Tressa            | Siena         | Bronze    |
| Ponte della Venturina                        | Ponte della Venturina     | Pistoia       | Bronze    |
| Ponte Ginori                                 | Montecatini Val di Cecina | Piza          | Bronze    |
| Pontedera-Casciana Terme                     | Pontedera                 | Piza          | Silver    |
| Ponticino                                    | Ponticino                 | Arezzo        | Bronze    |
| Pontremoli                                   | Pontremoli                | Massa-Carrara | Silver    |
| Popolano di Marradi                          | Popolano                  | Florencja     | Bronze    |
| Populonia                                    | Populonia                 | Livorno       | Bronze    |
| Porcari                                      | Porcari                   | Lukka         | Bronze    |
| Pracchia                                     | Pracchia                  | Pistoia       | Bronze    |
| Pratignone                                   | Calenzano                 | Florencja     | Bronze    |
| Prato Borgo Nuovo                            | Prato                     | Prato         | Silver    |
| Prato Centrale                               | Prato                     | Prato         | Gold      |
| Prato Porta al Serraglio                     | Prato                     | Prato         | Silver    |
| Quercianella-Sonnino                         | Quercianella              | Livorno       | Silver    |
| Rapolano Terme                               | Rapolano Terme            | Siena         | Bronze    |
| Rignano sull’Arno-Reggello                   | Rignano sull’Arno         | Florencja     | Silver    |
| Rigoli                                       | Rigoli                    | Piza          | Bronze    |
| Rigomagno                                    | Rigomagno                 | Siena         | Bronze    |
| Ripafratta                                   | Ripafratta                | Piza          | Bronze    |
| Riparbella                                   | Riparbella                | Piza          | Bronze    |
| Roccastrada                                  | Roccastrada               | Grosseto      | Bronze    |
| Ronta                                        | Ronta                     | Florencja     | Bronze    |
| Rosignano                                    | Rosignano Marittimo       | Livorno       | Silver    |
| Rufina                                       | Rufina                    | Florencja     | Silver    |
| San Donnino-Badia                            | Campi Bisenzio            | Florencja     | Silver    |
| Sant’Ellero                                  | Sant'Ellero               | Florencja     | Silver    |
| San Frediano a Settimo                       | San Frediano a Settimo    | Piza          | Bronze    |
| San Giovanni Valdarno                        | San Giovanni Valdarno     | Arezzo        | Silver    |
| San Giuliano Terme                           | San Giuliano Terme        | Piza          | Silver    |
| San Miniato-Fucecchio                        | San Miniato               | Piza          | Silver    |
| San Mommè                                    | San Mommè                 | Pistoia       | Bronze    |
| San Piero a Sieve                            | San Piero a Sieve         | Florencja     | Silver    |
| San Pietro a Vico                            | Lukka                     | Lukka         | Bronze    |
| San Romano-Montopoli-Santa Croce             | Montopoli in Val d’Arno   | Piza          | Silver    |
| San Vincenzo                                 | San Vincenzo              | Livorno       | Silver    |
| Scarlino                                     | Scarlino                  | Grosseto      | Bronze    |
| Scopeti                                      | Scopeti                   | Florencja     | Bronze    |
| Scorcetoli                                   | Scorcetoli                | Massa-Carrara | Bronze    |
| Serravalle Pistoiese                         | Serravalle Pistoiese      | Pistoia       | Bronze    |
| Sesto Fiorentino                             | Sesto Fiorentino          | Florencja     | Silver    |
| Sieci                                        | Sieci                     | Florencja     | Silver    |
| Siena                                        | Siena                     | Siena         | Gold      |
| Siena Zona Industriale                       | Siena                     | Siena         | Bronze    |
| Signa                                        | Signa                     | Florencja     | Silver    |
| Sinalunga                                    | Sinalunga                 | Siena         | Silver    |
| Sticciano                                    | Sticciano                 | Grosseto      | Bronze    |
| Talamone                                     | Talamone                  | Grosseto      | Silver    |
| Tassignano-Capannori                         | Capannori                 | Lukka         | Bronze    |
| Terontola-Cortona                            | Cortona                   | Arezzo        | Silver    |
| Torre del Lago Puccini                       | Torre del Lago            | Lukka         | Silver    |
| Torrita di Siena                             | Torrita di Siena          | Siena         | Bronze    |
| Vada                                         | Vada                      | Livorno       | Silver    |
| Vaglia                                       | Vaglia                    | Florencja     | Bronze    |
| Vaiano                                       | Vaiano                    | Prato         | Silver    |
| Vernio-Montepiano-Cantagallo                 | Vernio                    | Prato         | Silver    |
| Viareggio                                    | Viareggio                 | Lucca         | Gold      |
| Vicchio                                      | Vicchio                   | Florencja     | Silver    |
| Vignale-Riotorto                             | Vignale Riotorto          | Livorno       | Bronze    |
| Villafranca-Bagnone                          | Villafranca in Lunigiana  | Massa-Carrara | Silver    |
| Villetta San Romano                          | San Romano in Garfagnana  | Lukka         | Bronze    |
| Volterra-Saline-Pomarance                    | Volterra                  | Piza          | Bronze    |
| Zambra                                       | Sesto Fiorentino          | Florencja     | Silver    |